# Tomatina (Colombia)

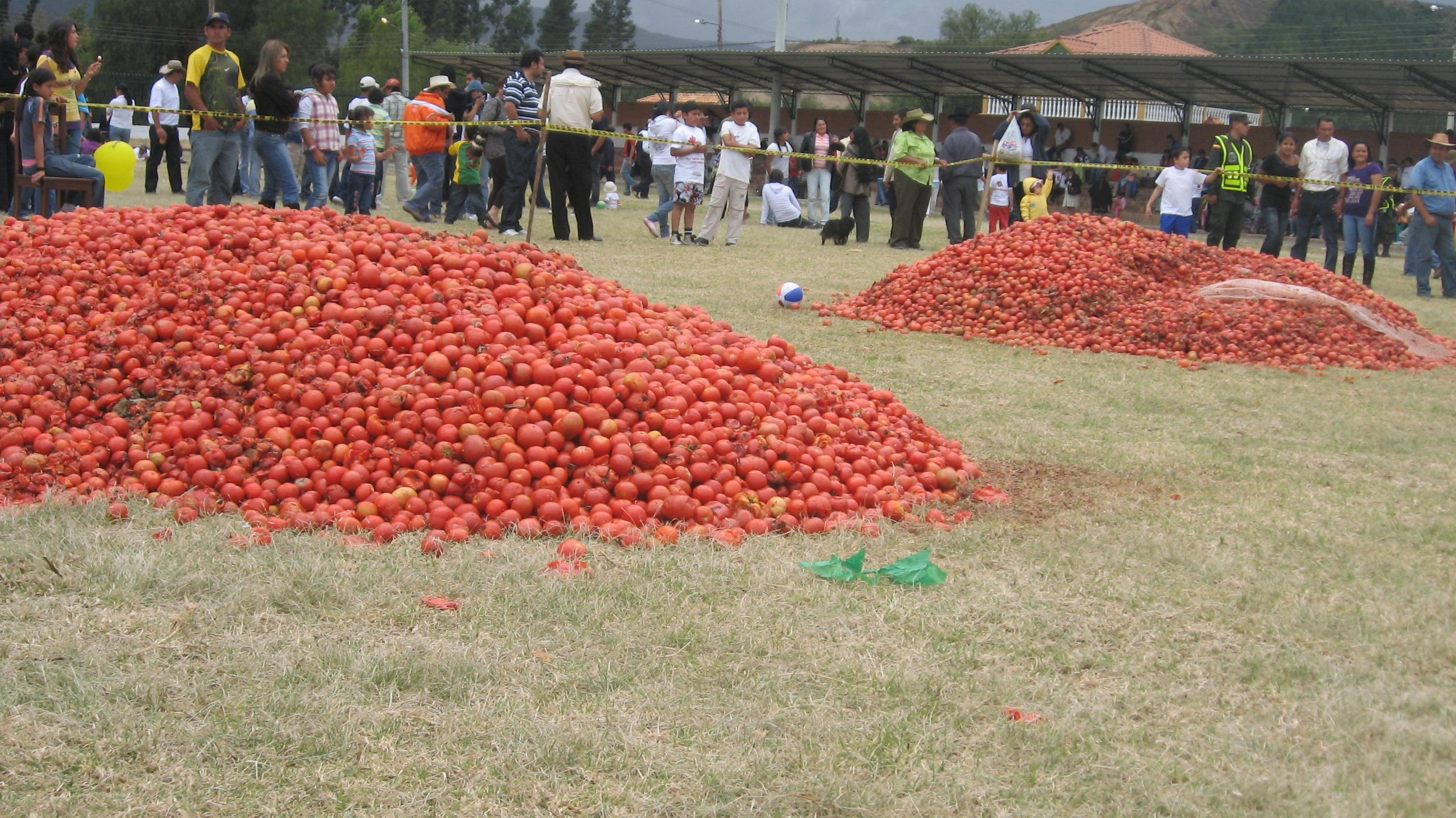
Tomates que van a ser usados en la Gran Tomatina Colombiana, versión 2009

La Tomatina en Colombia (también conocida como Gran Tomatina Colombiana) es un evento que se realiza desde el 15 de junio de 2004, en el municipio de Sutamarchán, Boyacá rememorando a la que se realiza en Buñol. El evento lo organiza la Corporación Tomatina Colombiana en el mes de junio.
La tomatina se realiza con tomates no aptos para el consumo–desechos de los cultivos. En la actividad principal los participantes se arrojan tomates los unos a los otros, fuera de este evento a su vez se realizan espectáculos culturales, fiestas y concursos como el comelón de tomates, el tomate más grande, el más pesado, carrera de encostalados etc.
Sus dimensiones son menores que las de su similar de Buñol, a Sutamarchan en el año 2013 llegaron 20.000 personas, de las cuales 4.000 participan en la "guerra de tomates", se disponen unos 18.000 kilos de tomate en el estadio de Sutamarchán donde se desarrolla el evento.
La actividad pretende promover el cultivo de tomates, en la actualidad este negocio involucra cerca de 2.100 productores de municipios en la zona.
La Tomatina se ha realizado de manera ininterrumpida a excepción de los años 2020 y 2021 por la Pandemia de COVID-19 y 2022 por el alto costo del insumo del tomate y la cercanía de las Elecciones Presidenciales en Segunda Vuelta.   